# كولونل توم باركر
كولونل توم باركر (بالإنجليزية: Colonel Tom Parker)‏ (بالهولندية: Dries van Kuijk)‏ هو مدير مواهب ورائد ووكيل مواهب هولندي وأمريكي، ولد في 26 يونيو 1909 في بريدا في هولندا، وتوفي في 21 يناير 1997 في لاس فيغاس في الولايات المتحدة بسبب سكتة.

## وصلات خارجية
- كولونل توم باركر على موقع IMDb (الإنجليزية)
- كولونل توم باركر على موقع ميوزك برينز (الإنجليزية)
- كولونل توم باركر على موقع إن إن دي بي (الإنجليزية)
- كولونل توم باركر على موقع قاعدة بيانات الفيلم (الإنجليزية)